# 히라오 소
히라오 소(일본어: 平尾 壮, 1996년 7월 1일 ~ )는 일본의 축구 선수로 현재 일본 풋볼 리그의 레일락 시가에서 수비수로 뛰고 있다.

## 구단 경력
그는 2015년부터 2022년까지 J리그의 감바 오사카, 아비스파 후쿠오카, FC 마치다 젤비아, 더스파구사쓰 군마에서 활동하였다.